# Germán de Baden-Baden
Príncipe Hermann de Baden-Baden (12 de octubre de 1628 en Baden-Baden ; muerto el 30 de octubre de 1691 en Ratisbona ) fue general y diplomático en el servicio imperial. Era el mariscal de campo , presidente de Hofkriegsrat , y el representante del emperador en la dieta perpetua de Ratisbona .
Hijo de Guillermo I de Baden-Baden.
Estaba destinado a una carrera eclesiástica y fue nombrado canónigo en Colonia y Paderborn . También ocupó escaños en el capítulo de la catedral (religión) de Estrasburgo , Salzburgo y Augsburgo . Fue criado como católico y asistió al Collegium St. Hieronymi en Dillingen . Intentó en vano unirse a la Orden de San Juan . Alrededor de 1660, fue considerado un posible sucesor del rey Juan II Casimiro Vasa de Polonia. Por esta razón, renunció a sus asientos en los capítulos de la catedral en 1661.
Cuando no fue elegido Rey de Polonia, recurrió a una carrera militar. En 1663, luchó en Hungría contra los otomanos como comando de las tropas del Círculo Imperial de Borgoña .

## Guerra de la Devolución
En 1665, dirigió una fuerza auxiliar austriaca en los Países Bajos españoles , a pesar de las objeciones de Louis XIV .
Después de que estalló la Guerra de Devolución en 1667, trató de ganar seguidores en Alemania para la causa española. En nombre del marqués de Castrel Rodrigo, el gobernador español, viajó a Berlín para negociar una alianza contra Francia con el elector Federico Guillermo de Brandeburgo. Cuando parecía haber tenido éxito, regresó a Bruselas. Sin embargo, Brandeburgo se alió con Francia en diciembre de 1667.

## Guerra Franco-Holandesa
En 1671, la guerra franco-holandesa era previsible y Hermann participó significativamente en las negociaciones hacia una alianza entre Suecia y el Sacro Imperio Romano . Sin embargo, un acuerdo fue impedido por intrigas judiciales, reforzado por sobornos franceses.
Cuando estalló la guerra, sirvió bajo Raimondo Montecuccoli como Feldzeugmeister y comandante de la artillería. El 4 de octubre de 1674, luchó junto a Alexander von Bournonville en la Batalla de Enzheim . Después de perder las batallas en Mulhouse el 29 de diciembre de 1674 y en Türkheim el 5 de enero de 1675, tuvieron que retirarse a través del Rin. En 1675, defendió el Breisgau . Sin embargo, no pudo evitar que Turenne avanzara por el Rin.
Hermann defendió con éxito Offenburg contra un ataque francés dirigido por Vauban . Luego participó en el asedio de Haguenau . Su artillería disparó contra Saverne . Sin embargo, Montecuccoli le ordenó interrumpir el ataque y retirarse a sus habitaciones de invierno.
En 1676, luchó bajo el mando del duque Carlos V de Lorena. Juntos, pudieron evitar que los franceses reforzaran sus tropas en Philippsburg . Hermann y Margrave Federico VI de Baden-Durlach sitiaron con éxito a Philippsburg.
En 1677, luchó con Carlos V nuevamente. En 1678, pronto fue comandante en Estrasburgo , hasta que la enfermedad lo obligó a abandonar su puesto.

## Batalla de Viena
Después de que el Tratado de Nimega puso fin a la guerra franco-holandesa, Hermann volvió a actuar como enviado del emperador ante varios tribunales. Fue enviado a Berlín en 1680, pero no tuvo éxito. En 1682, sucedió a Montecuccoli como presidente de la Hofkriegsrat . En 1683, viajó a Hungría, para prepararse para la Gran Guerra Turca .
Fue nombrado mariscal de campo y fue un influyente ministro del emperador Leopoldo I . Argumentó con éxito que la guarnición en Viena no debería desplegarse en Hungría. Cuando el ejército turco se acercó a Viena, Hermann solicitó permiso para quedarse en la ciudad. El emperador le concedió solo un día, antes de que tuviera que irse a Linz . Durante este día, Hermann todavía logró hacer algunos preparativos para la defensa de la ciudad.
El 3 de septiembre de 1683, representó al emperador en una reunión del gran consejo de guerra, con el rey Juan III Sobieski de Polonia y otros aliados. Algunas de sus sugerencias fueron implementadas. Carlos V de Lorena tomó el mando de las tropas imperiales.
En la batalla de Viena , fue posicionado en el monte Kahlenberg , cerca del rey de Polonia. Sus tropas fueron pensadas como tropas de reserva. Sin embargo, irrumpió colina abajo y atacó a las tropas turcas de frente. Capturó muchos trofeos, que luego legó a su sobrino Louis William (apodado Türkenlouis ).

## Gran Guerra Turca
Después del asedio a Viena, comenzó una contraofensiva. Buda fue asediado sin éxito . Los comandantes locales querían romper el asedio. A instancias del duque de Lorena, el emperador envió a Hermann a Buda, donde solo pudo salvar a los restos del ejército imperial.
En 1687, Antonio Caraffa acusó a Hermann de hacer una causa común con los rebeldes húngaros. El sobrino de Hermann, Louis William, refutó con éxito esta acusación. El 9 de diciembre de 1687, Hermann estuvo presente cuando el archiduque José I fue coronado como rey de Hungría en Bratislava . Sin embargo, fue reemplazado como presidente de la Hofkriegsrat, debido a su conflicto con el duque de Lorena por el comando en Hungría.
A partir de 1688, Hermann fue el principal representante del Emperador en la Dieta Perpetua en Regensburg . En 1691, murió allí de un derrame cerebral. Fue enterrado en Regensburg .
- Datos: Q1613177
- Multimedia: Herman of Baden-Baden / Q1613177